# محمد فاضل باشا

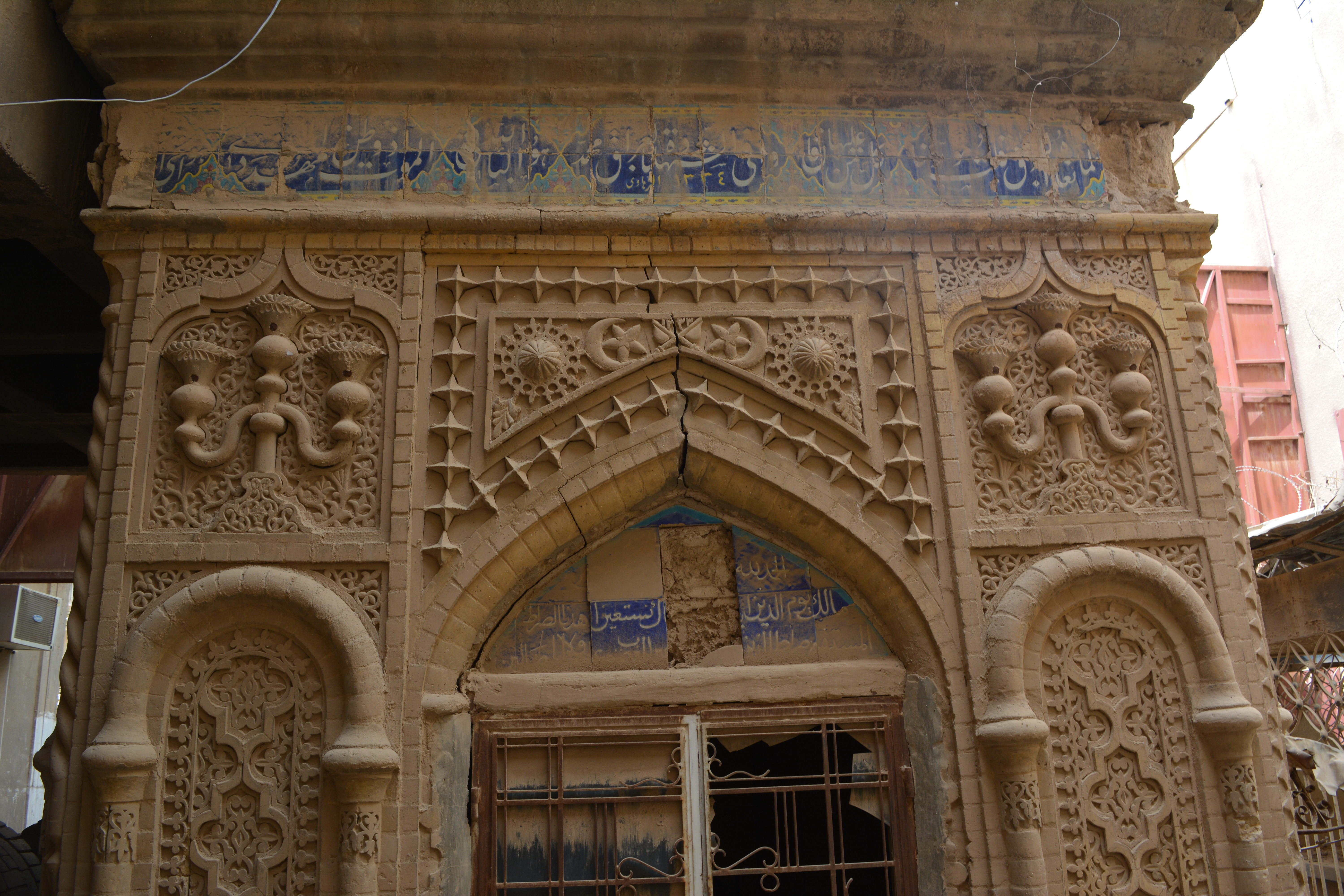
قبر محمد فاضل باشا في الأعظمية ببغداد في مقبرة الخيزران

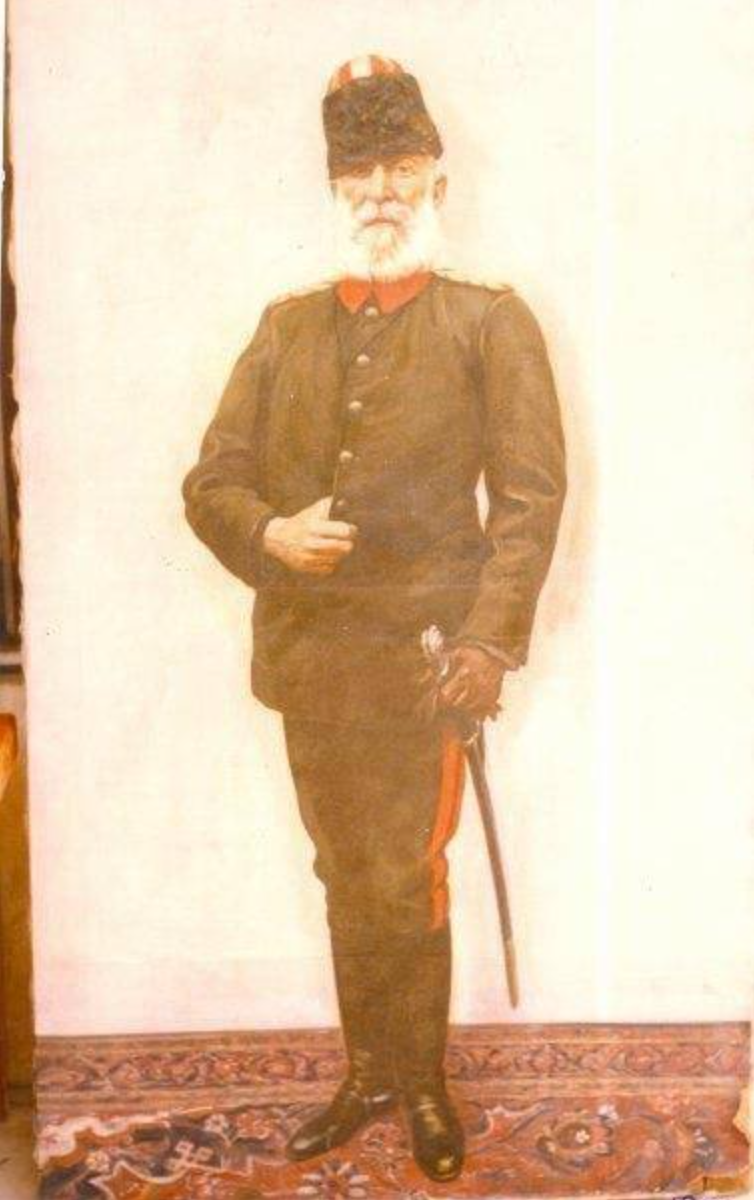
الفريق العسكري محمد باشا الداغستاني

الفريق محمد فاضل باشا الداغستاني وكنيته "أبو داود"، هو من أعلام الشركس في القوقاز، ولد في داغستان، وبها نشأ وتعلم القرآن وأخذ دروس العلم وهو صغير، ثم تابع دراسته في مكتب روسيا العسكري الخاص بتخريج الضباط المرافقين للإمبراطور، واختير مرافقاً للفريق غازي ابن المجاهد الإمام شامل الداغستاني، ثم هاجر في عام 1860م، مع من هاجر من قبائل الشركس في داغستان إلى إسطنبول، وعين في حاشية السلطان عبد الحميد الثاني، حتى وصل إلى الرتبة (أمير لواء)، وكان من الضباط الشجعان الذين خاضوا الكثير من الحروب، وقد شارك في الحرب (العثمانية - الروسية) عام 1294هـ/1877م، في فرقة المجاهدين، مع المشير أحمد مختار باشا، والفريق غازي ابن الإمام شامل.
ولقد نقل إلى إحدى الوحدات العسكرية في الدولة العثمانية ثم نقل إلى بغداد وأسندت إليهِ قيادة فرقة الخيالة في الفيلق السادس، وبعدها أشغل منصب ولاية بغداد بالوكالة عدة مرات، وقد حضر افتتاح سدة الهندية في العراق يوم الجمعة 12 محرم 1332هـ/10 ديسمبر 1913م، بأعتباره وكيل الوالي العثماني.

## حياته وعائلته
كان محمد فاضل باشا رجلاً محبوباً لدى الناس وكان لهُ في قصرهِ (حير للوحوش) حديقة صغيرة للحيوانات، في محلة السور مقابل وزارة الدفاع يدخل الناس عصراً كل جمعة ليشاهدوا الأسود والذئاب والنمور وسائر الحيوانات مجاناً.
ولقد أنجب محمد فاضل عدة أولاد ومنهم القائد العسكري داود بك الداغستاني والذي كان لهُ ولع شديد في أقتناء الخيول العربية الأصيلة، وكان لهُ مجلس يقيمهُ في بيتهِ، ومجلسهِ عامر بالفضلاء والأدباء والقادة العسكريون، وتوفي أبنه داود بك عام 1370 هـ/1950م، ومن أولادهِ غازي الداغستاني، ولعائلته صلة مصاهرة مع كثير من العوائل البغدادية حيث تزوج السيد حكمت سليمان من إحدى بنات محمد فاضل الداغستاني، وتزوج البنت الثانية السيد ماجد القرة غولي، وتزوج الثالثة نجيب بك الراوي.

## تاسيسه لحزب الشورى
عند أشتداد الدعوة الطورانية وسياسة التتريك في الدولة العثمانية وانتشار موجات الفساد والتحلل الخلقي سعى الفريق محمد فاضل إلى تأسيس حزب مع بعض الشخصيات البغدادية ومنهم الشيخ سعيد النقشبندي، ويدعو حزبهُ إلى التمسك بالأخلاق الحميدة والآداب الإسلامية وتحكيم القرآن الكريم والسنة النبوية في المجتمع، وسموهُ (حزب الشورى الإسلامي)، وأنتخبوا الشيخ سعيد النقشبندي لرئاستهِ وساهم في بث الوعي الإسلامي ومقاومة التحلل والفساد والعنصرية وذلك بعقد الندوات والقاء المحاضرات.

## الحملة البريطانية لغزو العراق
في عام 1915م، وصل إلى بغداد ناظر الحربية العثماني أنور باشا فعين الفريق محمد فاضل قائداً لجيش العشائر العرب المتطوعين لقتال الجيش البريطاني في جبهة الكوت، وأبلى الفريق الداغستاني بلاءً حسناً في قتال الأنكليز حتى أستشهد في المعركة في 12 مارس 1916م.

## وفاته
قتل في معركة الكوت بتاريخ 7 جمادى الأولى 1334 هـ/ 12 مارس 1916م، وشيع في موكب عسكري حضره أعيان البلد والضباط القادة وجمع غفير من جنودهِ وأهالي بغداد، وكانت جنازتهِ محمولة على عربة مدفع يحيط بها كبار ضباط الجيش وصلوا عليهِ صلاة الجنازة في جامع الإمام الأعظم، ودفن في مقبرة الخيزران بجوار قبر مفتي بغداد الشيخ محمد سعيد الطبقجلي وتحت منارة الجامع ثم بنيت حجرة على قبرهِ.

## رثاءه
وعند وفاته رثاه الشيخ عبد الوهاب النائب، والشاعر جميل صدقي الزهاوي، ورثاه الشاعر محمد ناجي القشطيني بقصيدة سماها (صدى الأحزان)، قال فيها:
ولقد أصدر ناظر الحربية أنور باشا بياناً رسمياً بأستشهادهِ هذا نصه:
(بيان رسمي باستشهاد الفريق الأول محمد فاضل باشا الداغستاني)
أستشهد حضرة الفريق الأول محمد فاضل باشا في العراق في حربنا مع الأنجليز وقد خدم هذا الشهم في الجيش أربعين عاماً وحصل مقاماً رفيعاً بين أمراء الجندية العثمانية.
فضياع المشار إليه مؤلم للجيش، غير ان احسن غاية واشرف قصد للجندي هو احراز الشهادة في ميدان الحروب وقد امتاز شهيدنا بمراتب الشرف العالية في حياته كما امتاز باحراز الشهادة الجليلة والجيش العثماني سيسجل ويوقر خاطرات الثمينة، ولأجل ايفاء واجب الأحترام والتنظيم المدينين بها لروح الشهيد المحترم الذي فدى روحه في سبيل الوطن العزيز نوصي بتلاوة (سورة يس) الشريفة في القطاعات والمواقع العسكرية كلها، واهدائها لروحه الطاهرة والتضرع إلى الله تعالى بأن يمدهُ بالغفران الآلهي. أنور، ناظر الحربية، وكيل القائد العام